# 卡斯特利亚尔
卡斯特利亚尔，是西班牙安达卢西亚自治区哈恩省的一个市镇。总面积157平方公里，总人口3625人（2001年），人口密度23人/平方公里。